# فرودگاه صحرایی الیزابت
فرودگاه صحرایی الیزابت (به انگلیسی: Elizabeth Field) یک فرودگاه همگانی بهره‌برداری هوایی با کد یاتا FID است که یک باند فرود آسفالت دارد و طول باند آن ۷۱۰ متر است. این فرودگاه در کشور ایالات متحده آمریکا قرار دارد و در ارتفاع ۳ متری از سطح دریا واقع شده‌است.